# Karl Peter Nordlund
Karl Peter Nordlund, född 28 januari 1830 i Österlövsta socken, Uppsala län, död 16 juli 1909 i Hudiksvall, var en svensk lektor och läroboksförfattare. Han var far till Karl Nordlund och Erland Nordlund.
Nordlund blev student vid Uppsala universitet 1849, adjunkt vid högre allmänna läroverket där 1858 och var lektor i matematik och fysik vid högre allmänna läroverket i Gävle 1862–1898. Han verkade för en modernisering av matematikundervisningen i Sverige.